# Laurita

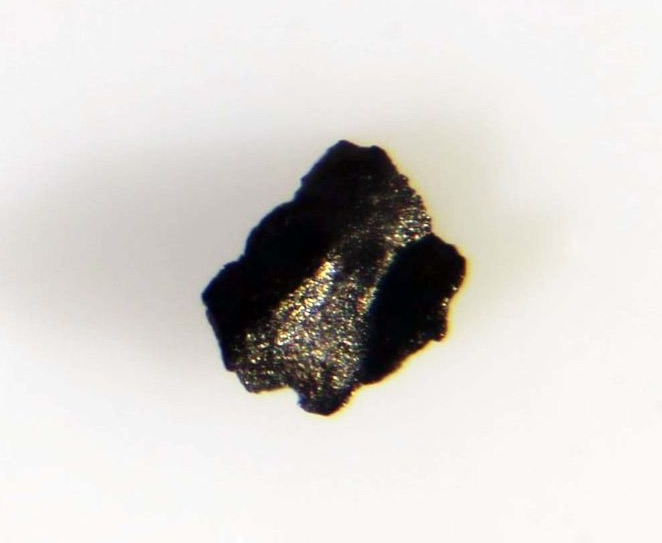
Pieza de Laurita

La laurita es un mineral de la clase de los minerales sulfuros, y dentro de esta pertenece al llamado "grupo de la pirita". Fue descubierta en 1866 en la provincia de Borneo Meridional (Indonesia), siendo nombrado así por su descubridor como cumplimiento a la esposa de un amigo.

## Características químicas
Es un sulfuro de rutenio simple, que como todos los del grupo de la pirita son sulfuros de un metal que cristalizan en sistema cúbico.
Forma una serie de solución sólida con la erlichmanita (OsS2), en la que la sustitución gradual del rutenio por osmio va dando los distintos minerales de la serie.
Además de los elementos de su fórmula, suele llevar como impurezas: osmio, rodio, iridio o hierro.

## Formación y yacimientos
Aparece en complejos ultramáficos y sus yacimientos placeres derivados.
Suele encontrarse asociado a otros minerales como: cooperita, braggita, sperrylita, osmio, iridio, platino o cromita.